# Bataille de Grochów
Insurrection de novembre
Batailles
- Stoczek
- Dobra
- Kałuszyn
- Wawer
- Nowa Wieś
- Białołęka
- Grochow
- Kurow
- Wawer
- Debe Wielkie
- Domanice
- Iganie
- Kazimierz Dolny
- Ostrołęka
- Wola

La bataille de Grochów, ou d'Olszynka Grochowska (« Petite Aulnaie de Grochów »), du 25 février 1831, est la principale bataille qui ait eu lieu pendant l'insurrection polonaise de 1830-1831. Se déroulant dans la forêt proche de la ville de Grochów (pl), sur la route située au sud-est de Varsovie, elle oppose l'armée russe du général Diebitsch, en marche vers la capitale du royaume de Pologne, aux troupes polonaises commandées par le général Chłopicki. Après un dur combat, ces dernières remportent une victoire, rendue inutile par le refus de Chłopicki de poursuivre les Russes en retraite.
En 1831, la bataille de Grochów est aussi la plus importante bataille livrée en Europe depuis la bataille de Waterloo.

## Circonstances historiques
Le royaume de Pologne est établi en 1815 lors du congrès de Vienne au profit du tsar Alexandre Ier, désigné comme « roi de Pologne ». Les tensions entre les Polonais et leur souverain s'aggravent considérablement après l'avènement de Nicolas Ier en 1825.
À la suite des événements révolutionnaires de 1830 en France et en Belgique, la Pologne s'insurge le 29 novembre 1830 ; le refus du tsar de toute négociation amène sa destitution par la Diète polonaise fin janvier 1831. L'insurrection devient alors une véritable guerre ; les troupes russes envahissent le royaume de Pologne, défendu par son armée sous la direction du gouvernement national insurrectionnel.

## Événements

### Mise en place de l'armée polonaise
Le 19 février au matin, les divisions Józef Chłopicki et Piotr Szembek prennent position près de Grochów (pl), où le général Joseph Chłopicki prépare une rude bataille. Vers 9 heures, la division de Jan Krukowiecki marche sur Kawenczyn, pour former l'aile gauche. La division de cavalerie de Antoni Jankowski, composée de trois régiments, reste à Konty-Grodziskie en attente. Vers 10 heures, la division de Franciszek Żymirski, arrivant par Miłosna, se déploie à cheval entre le village de Wawer et les bois. La division de cavalerie du général Franciszek Żymirski et la 4e division de Szembek se rangent sur l'aile droite. À une demi-lieue en arrière, près de Grochów, se tient la 3e division à la gauche, entre Grochów, les bois et la 1re division. La cavalerie de réserve se trouve près de Grochów et jusque sous les retranchements de Praga. Cette distribution des troupes, montre que le général Józef Chłopicki a judicieusement choisi son champ de bataille.